# Penisola Noville

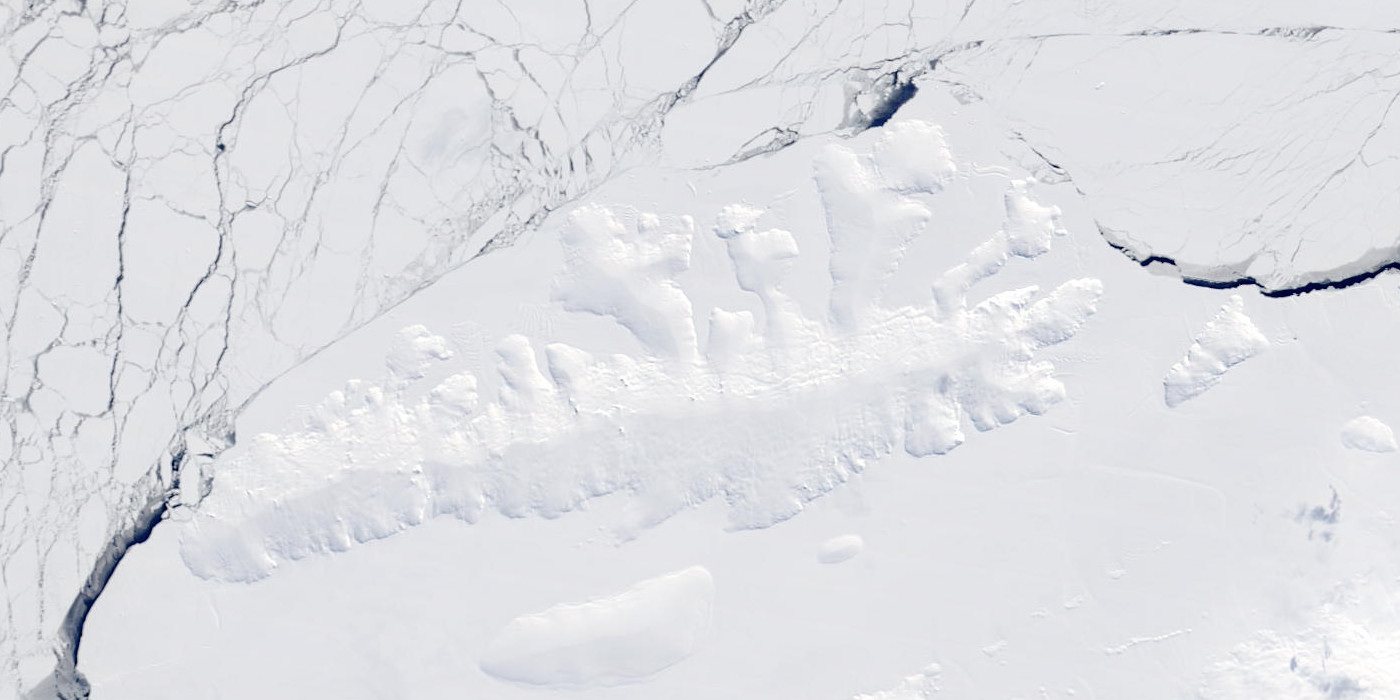
Un'immagine satellitare dell'isola Thurston.

La penisola Noville è una penisola completamente coperta dai ghiacci situata sull'isola Thurston, al largo della costa di Eights, nella Terra di Ellsworth, in Antartide. Questa penisola, che si allunga verso nord nel mare di Bellingshausen per circa 60 km, si trova in particolare nella parte centrale della costa settentrionale dell'isola, tra l'insenatura di Murphy, a est, e l'insenatura di Peale, a ovest, e la sua estremità settentrionale è stata battezzata capo LeBlanc.

## Storia
La penisola Noville fu scoperta durante ricognizioni aeree effettuate nel dicembre 1946 nel corso dell'operazione Highjump e fu del tutto mappata nel febbraio 1960 durante voli in elicottero partiti dalla USS Burton Island e dalla USS Glacier e svolti su quest'area nel corso di una spedizione di ricerca della marina militare statunitense nel mare di Bellingshausen, infine fu così battezzata dal Comitato consultivo dei nomi antartici in onore di George O. Noville, ufficiale di bordo durante la seconda spedizione antartica comandata dal retroammiraglio statunitense Richard Evelyn Byrd svoltasi dal 1933 al 1935.

Il 30 dicembre 1946, un Martin PBM Mariner comandato da Ralph P. LeBlanc si schiantò nella parte meridionale della penisola, in un incidente che costò la vita a tre dei nove occupanti del velivolo. I sopravvissuti, tra cui lo stesso LeBlanc, furono ritrovati solo 12 giorni dopo l'accaduto, l'11 gennaio 1947, quando furono avvistati dal tenente pilota James L. Ball, e furono tratti in salvo il giorno dopo dal tenente pilota John D. Howell, che ammarò con il suo Mariner al largo della costa nord-occidentale della penisola. 